# Swertia perennis
La genzianella stellata (Swertia perennis L.) è una pianta perenne della famiglia delle Genzianacee, che cresce sulle montagne dell'Eurasia e nel Nord America.

## Descrizione
Il fusto è di colore viola-marrone e di forma quadrangolare e può raggiungere i 60 cm.
Le foglie basali sono grandi fino a 15 cm, di forma da ovata a ellittica, ottuse, affusolate in lunghi piccioli; le foglie cauline sono ovate, opposte o alternate.
I fiori a pannocchia hanno cinque petali, di colore blu o violetto e occasionalmente giallo-verde o bianco.